# 武道館 (小説)
『武道館』（ぶどうかん）は、朝井リョウ原作の、女性アイドルをテーマにした小説、並びに2016年に、フジテレビジョンの「土ドラ」で放送されたテレビドラマである。

## 作品について
『別冊文藝春秋』2014年9月号 - 2015年3月号連載。女性アイドルユニット「NEXT YOU」は、結成当時から日本武道館での単独ライブを目指して活動を続けている。他のアイドルとは違った独自の視点で展開する握手会であったり、インストアライブなどのキャンペーン活動など、様々な取り組みをして、トップアイドルを目指そうとするが、その中で、彼女たちの心の問題、例えば恋愛禁止令や、インターネットでの炎上騒動、CD購入特典などの商法などの悩みを抱えたりもする。近年のローカルアイドル・グループアイドル時代を象徴するテーマに、同世代の小説家である朝井が鋭く切り込んだ小説である。

## テレビドラマ
2016年2月6日から全8話のシリーズで、フジテレビ系「土ドラ」にて放送された。主演はハロー!プロジェクトの5人組グループのJuice=Juiceで、同グループのメンバーは「NEXT YOU」のメンバーを演じつつ、現実社会でもNEXT YOUとしてライブ・握手会・テレビ出演・動画配信などの活動を行った。放送前年の2015年11月14日にはNEXT YOU公式YouTubeチャンネル「ネク！ステ」がオープンした。なお「NEXT YOU」のプロデュースはつんく♂が担当した。撮影は同年12月23日にディファ有明（東京都江東区）で行われたファンクラブ会員限定クリスマスイベントでクランクアップを迎えた。
当ドラマはフジテレビとスカパーJSATが全面的に提携し、地上波での放送後「スカパー!バージョン」がBSスカパー!で放送された。スカパー!バージョンとは毎週水曜日21時から40分枠で放送された番組で、ドラマ本編にオリジナルのシーンが追加され、主題歌と挿入歌もフルコーラスで流された。その他に「NEXT YOU」関連番組の制作や音楽番組への出演なども実施された。
また、フジテレビTWOでは、主演のJuice=Juiceをメイキングカメラが「NEXT YOU」の役決めオーディションの時から密着取材したドキュメンタリー番組『ドラマ「武道館」ドキュメント〜アイドル誕生から卒業まで〜』（全6回）が放送された。
主演のJuice=Juiceは2016年11月7日、日本武道館の単独公演を開催し、「NEXT YOU」の夢を現実世界で実現させた。
なお、本作をもってフジテレビは土ドラの制作から撤退し、最終話の翌週2016年4月2日からは東海テレビ制作による『オトナの土ドラ』へと移行した。

### キャスト
NEXT YOU （ネクスト ユー）
演 - Juice=Juice
本作の主人公となるアイドルユニット。2013年に「次は君だ!コンテスト」で選ばれて結成され、インディーズデビューを経て2014年にメジャーデビューをした。「武道館のステージに立つ!」という目標に向け、ライブを中心に活動している。所属事務所はグリーンアッププロモーション。メンバーは以下の5人。
日高 愛子（ひだか あいこ）〈17〉
演 - 宮本佳林（幼少期：成宮しずく）
メンバー唯一の素人出身。8歳の時に両親が離婚し現在は父と2人暮らし。愛称は「あいこ」。
堂垣内 碧（どうがきうち あおい）〈17〉
演 - 植村あかり
クールで大人っぽいルックスが人気で不動のセンターポジション。子役タレント出身。愛称は「あおい」。
安達 真由（あだち まゆ）〈18〉
演 - 高木紗友希
明るく元気なムードメーカー。所属事務所の研修生出身。愛称は「だちまゆ」。
坂本 波奈（さかもと はな）〈19〉
演 -  金澤朋子
NEXT YOUのリーダー。子役出身。離婚した母や弟妹3人と暮らしているため家計が苦しい。愛称は「はなさま」。
鶴井 るりか（つるい るりか）〈19〉
演 - 宮崎由加
甘えん坊で泣き虫だが頭は良い。所属事務所の研修生出身。父が銀行勤めで裕福な家庭に育つ。愛称は「つるりん」。

水嶋 大地（みずしま だいち）
演 - 吉沢亮
愛子の幼馴染で同じマンションに住んでいる。高校も愛子と同じ学校に通っている。
野村 洋一（のむら よういち）
演 - 木下ほうか
NEXT YOUのチーフマネージャー。グリーンアッププロモーションの課長。
前田 春樹（まえだ はるき）
演 - 高畑裕太
グリーンアッププロモーションの新人マネージャー。
夏目 純（なつめ じゅん）
演 - 小出恵介
数々のトップアイドルを育て上げたカリスマ音楽プロデューサー。現在はNEXT YOUに力を入れている。
高木 恵理（たかぎ えり）
演 - 小野花梨
愛子の同級生。大地と仲の良い愛子に嫉妬心を抱いている。
日高 恒彦（ひだか つねひこ）
演 - 矢柴俊博
愛子の父で職業は印刷会社の営業。家事もこなしている。
ハカセ
演 - 六角精児
アイドルオタク。その世界ではカリスマ的存在のブロガーで、本作のナレーションも兼ねている。

### ゲスト
本作品では、アイドルの先輩がゲスト出演している。
尾見谷 杏佳
演 -  真野恵里菜
第1話に登場。NEXT YOUの元メンバー。メジャーデビュー直前で脱退した。

小泉さん
演 - 早見あかり
第2話に登場。ラーメン屋の客。『ラーメン大好き小泉さん』からのカメオ出演。
八木 芙由美
演 - NANA（MAX）
第2話と第5話に登場。振付師でNEXT YOUを担当する。

矢口真里（本人役）
第5話と第8話（スカパー!バージョンのみ）に登場。NEXT YOUと同じ事務所の先輩。
辻希美（本人役）
第8話（スカパー!バージョンのみ）に登場。NEXT YOUと同じ事務所の先輩。

### スタッフ
- 原作：朝井リョウ『武道館』（文藝春秋）
- 脚本：和田清人
- 演出：佐藤源太、淵上正人
- プロデュース：清水一幸、長内敦、久松大地
- アソシエイトプロデュース：栗原美和子
- 主題歌：NEXT YOU「Next is you!」[21]（hachama/UP-FRONT WORKS）
- 挿入歌：NEXT YOU「大人の事情」
- 企画制作：フジテレビ
- 製作・著作：共同テレビ、スカパー!

### 放送日程
| 各話   | 放送日     | サブタイトル                                                 | 演出     |
| ------ | ---------- | ------------------------------------------------------------ | -------- |
| LIVE 1 | 2月06日    | アイドルは恋愛×禁止！                                        | 佐藤源太 |
| LIVE 2 | 2月13日    | えっ！水着!?アイドルは恋愛×肥満×絶対禁止！                   | 佐藤源太 |
| LIVE 3 | 2月20日    | アイドルの（秘）特典×商法とバッシング…そして傷害事件が起こる | 淵上正人 |
| LIVE 4 | 2月27日    | 人気急上昇！そして、グループ内格差が拡大…                    | 淵上正人 |
| LIVE 5 | 3月6日(日) | 大人の事情…隠せない想い                                      | 佐藤源太 |
| LIVE 6 | 3月12日    | やっぱり私は…恋愛を…アイドルの迷いと悩み！                   | 佐藤源太 |
| LIVE 7 | 3月19日    | アイドル界のタブー…恋愛発覚!?                                | 淵上正人 |
| LIVE 8 | 3月26日    | 選ぶのは…恋愛か？卒業か？それとも…                           | 佐藤源太 |

### 関連番組
- ドラマ「武道館」ドキュメント〜アイドル誕生から卒業まで〜（2016年1月14日 - 3月24日、フジテレビTWO）[23]

- NEXT YOUのあなたにナイストゥーミーchu♡（2016年3月19日、BSスカパー!）[24] - 当ドラマのスピンオフ番組